# Програма в зимната градина
„Програма в зимната градина“ (на немски: Wintergartenprogramm) е поредица от 10 самостоятелни късометражни неми филми с общо времетраене от около 7 минути, заснети от изобретателя и режисьор Макс Складановски през 1895 година и излъчвани пред зрителите като киносеанс с комерсиална цел.

## Сюжет
Киносеансите са се провеждали под акомпанимента на жива музика. Отделните сцени в така наречения филм са представяли на зрителите различни, традиционни за онова време танци. Програмата е завършвала с излъчването на филма Апотеоз, в който братята Складановски се покланят на публиката.

## В ролите
- Макс Складановски
- Емил Складановски